# Гомбрехтікон
Гомбрехтікон (нім. Hombrechtikon) — громада в Швейцарії в кантоні Цюрих, округ Майлен.

## Географія
Громада розташована на відстані близько 110 км на схід від Берна, 22 км на південний схід від Цюриха.
Гомбрехтікон має площу 12,2 км², з яких на 21,4% дозволяється будівництво (житлове та будівництво доріг), 57,7% використовуються в сільськогосподарських цілях, 14,6% зайнято лісами, 6,3% не є продуктивними (річки, льодовики або гори).

## Демографія
2019 року в громаді мешкало 8775 осіб (+9,8% порівняно з 2010 роком), іноземців було 20,7%. Густота населення становила 720 осіб/км².
За віковим діапазоном населення розподілялося таким чином: 21,1% — особи молодші 20 років, 58,5% — особи у віці 20—64 років, 20,3% — особи у віці 65 років та старші. Було 3757 помешкань (у середньому 2,3 особи в помешканні).
Із загальної кількості 2910 працюючих 199 було зайнятих в первинному секторі, 603 — в обробній промисловості, 2108 — в галузі послуг.